# Gewichtheffen op de Olympische Zomerspelen 2012 – Klasse tot 77 kilogram mannen
Het gewichtheffen in de klasse tot 77 kilogram voor mannen op de Olympische Zomerspelen 2012 vond plaats op 1 augustus 2012.

## Uitslag
| Rang   | Naam                 | Land             | Groep | Gewicht | Trekken (kg) | Trekken (kg) | Trekken (kg) | Trekken (kg) | Stoten (kg) | Stoten (kg) | Stoten (kg) | Stoten (kg) | Totaal |
| Rang   | Naam                 | Land             | Groep | Gewicht | 1            | 2            | 3            | Score        | 1           | 2           | 3           | Score       | Totaal |
| ------ | -------------------- | ---------------- | ----- | ------- | ------------ | ------------ | ------------ | ------------ | ----------- | ----------- | ----------- | ----------- | ------ |
| Goud   | Lu Xiaojun           | China            | A     | 76,62   | 170          | 175          | 177          | 175          | 195         | 204         | 204         | 204         | 379    |
| Zilver | Lu Haojie            | China            | A     | 76,37   | 170          | 175          | —            | 170          | 190         | 191         | —           | 190         | 360    |
| Brons  | Iván Cambar          | Cuba             | A     | 76,70   | 150          | 155          | 160          | 155          | 190         | 194         | —           | 194         | 349    |
| 4      | Chatuphum Chinnawong | Thailand         | A     | 76,64   | 157          | 161          | 162          | 157          | 191         | 195         | 195         | 191         | 348    |
| 5      | Ibrahim Ramadan      | Egypte           | A     | 76,79   | 150          | 155          | 155          | 155          | 192         | 192         | 197         | 192         | 347    |
| 6      | Andrés Mata          | Spanje           | B     | 76,93   | 145          | 150          | 153          | 150          | 183         | 188         | 190         | 188         | 338    |
| 7      | Krzysztof Zwarycz    | Polen            | A     | 76,97   | 150          | 153          | 154          | 150          | 182         | 182         | 189         | 182         | 332    |
| 8      | Felix Ekpo           | Nigeria          | B     | 76,23   | 146          | 151          | 151          | 151          | 180         | 188         | 188         | 180         | 331    |
| 9      | Kirill Pavlov        | Kazachstan       | B     | 76,77   | 138          | 143          | 147          | 147          | 165         | 175         | 175         | 175         | 322    |
| 10     | Jack Oliver          | Groot-Brittannië | B     | 76,45   | 135          | 135          | 140          | 140          | 160         | 165         | 170         | 170         | 310    |
| 11     | Toafitu Perive       | Samoa            | B     | 75,95   | 117          | 122          | 125          | 122          | 157         | 163         | 167         | 167         | 289    |
| —      | Sa Jae-hyouk         | Zuid-Korea       | A     | 76,56   | 158          | 162          | —            | 158          | —           | —           | —           | —           | —      |